# Estação Coche
A Estação Coche é uma das estações do Metrô de Caracas, situada no município de Libertador, entre a Estação Los Jardines e a Estação Mercado. Administrada pela C. A. Metro de Caracas, faz parte da Linha 3.
Foi inaugurada em 10 de janeiro de 2010. Localiza-se na Avenida Intercomunal del Valle. Atende a paróquia de Coche.